# Temporada 2004-05 de la NBA
La temporada 2004-05 de la NBA fue la quincuagésimo novena en la historia de la liga. Dio comienzo el 2 de noviembre de 2004 y finalizó el 20 de abril de 2005. La temporada finalizó con San Antonio Spurs como campeones de la NBA tras derrotar a Detroit Pistons por 4-3.

## Aspectos destacados
- Charlotte Bobcats debutó esta temporada y se convirtió en el 30.º equipo de la NBA. Su primera campaña la jugaron en el Charlotte Coliseum.
- Se cambió el formato de divisiones, en vez de dos divisiones por conferencia, serían tres por conferencia de cinco equipos cada una.
- El All-Star Game se jugó el 22 de febrero de 2005 en el Pepsi Center de Denver, Colorado, con el Este ganando 125-115. Allen Iverson fue nombrado MVP del partido por segunda vez en su carrera.
- Durante el All-Star Weekend, Quentin Richardson ganó el Concurso de Triples, Steve Nash el Skills Challenge, y Diana Taurasi, Dan Majerle y Shawn Marion el Shooting Stars, siendo todas ellas victorias de Phoenix Suns. Amare Stoudemire participó en el Concurso de Mates, pero no pudo completar el éxito de los Suns.
- Antes de la temporada, Shaquille O'Neal fue traspasado a Miami Heat debido al enfrentamiento y las disputas que existían con su compañero Kobe Bryant. Phil Jackson también dejó el banquillo de los Lakers, siendo reemplazado por Rudy Tomjanovich, mientras que los angelinos se quedarían fuera de playoffs por quinta vez en su historia.
- En verano, Phoenix Suns fichó al base Steve Nash. Con la incorporación del entrenador Mike D'Antoni y su mentalidad ofensiva combinada con las habilidades de Nash, Phoenix ganó 33 partidos más que el año anterior. Los Suns lograron el mejor récord de la NBA, Nash ganó el MVP de la Temporada y D'Antoni el premio al Entrenador del Año de la NBA.
- Memphis Grizzlies disputó sus partidos por primera vez en el nuevo FedExForum.
- El 13 de marzo de 2005, Donyell Marshall de Toronto Raptors anotó 12 triples ante Philadelphia 76ers, igualando la marca de Kobe Bryant de más triples anotados en un partido. Marshall lo consiguió con 19 intentos, mientras que Bryant lo hizo con uno menos.
- El 19 de noviembre de 2004 en el The Palace of Auburn Hills, se produjo una auténtica batalla campal, a falta de 45.9 segundos para el final, entre jugadores tanto de Indiana Pacers como de Detroit Pistons con espectadores. Las sanciones no tardaron en llegar, siendo la más larga de la historia de la NBA para Ron Artest con 73 partidos.
- Chicago Bulls se clasificó para playoffs por primera vez desde 1998, su último campeonato. Tras comenzar la temporada 0-9, alzó el vuelo liderado por Ben Gordon, Eddy Curry, Kirk Hinrich y Luol Deng, entre otros. Su plantilla era de las más jóvenes de la historia.
- Washington Wizards consiguió entrar en playoffs por primera vez desde que cambió su nombre de Bullets a Wizards en la temporada 1997-98.
- Seattle SuperSonics se clasificó para los playoffs por última vez en Seattle.
- Fue la última temporada en la que ningún equipo con récord negativo se clasificó para playoffs.
- Ben Gordon ganó el premio al Mejor Sexto Hombre de la NBA, convirtiéndose en el primer rookie en lograrlo.
- Tracy McGrady anotó 13 puntos en los últimos 35 segundos para revertir una desventaja de 8 puntos vs San Antonio.
- Las Finales de la NBA llegaron hasta el séptimo partido por primera vez desde 1994.

## Clasificaciones
| Conferencia Este   |                        |    |    |      |    |
| División Atlántico |                        |    |    |      |    |
| #                  | Equipo                 | V  | D  | %V   | P  |
| 1                  | Boston Celtics (3)     | 45 | 37 | .549 | -  |
| 2                  | Philadelphia 76ers (7) | 43 | 39 | .524 | 2  |
| 3                  | New Jersey Nets (8)    | 42 | 40 | .512 | 3  |
| 4                  | Toronto Raptors        | 33 | 49 | .402 | 12 |
| 5                  | New York Knicks        | 33 | 49 | .402 | 12 |
| División Central   |                        |    |    |      |    |
| #                  | Equipo                 | V  | D  | %V   | P  |
| 1                  | Detroit Pistons (2)    | 54 | 28 | .659 | -  |
| 2                  | Chicago Bulls (4)      | 47 | 35 | .573 | 7  |
| 3                  | Indiana Pacers (6)     | 44 | 38 | .537 | 10 |
| 4                  | Cleveland Cavaliers    | 42 | 40 | .512 | 12 |
| 5                  | Milwaukee Bucks        | 30 | 52 | .366 | 24 |
| División Sureste   |                        |    |    |      |    |
| #                  | Equipo                 | V  | D  | %V   | P  |
| 1                  | Miami Heat (1)         | 59 | 23 | .720 | -  |
| 2                  | Washington Wizards (5) | 45 | 37 | .549 | 14 |
| 3                  | Orlando Magic          | 36 | 46 | .439 | 25 |
| 4                  | Charlotte Bobcats      | 18 | 64 | .220 | 41 |
| 5                  | Atlanta Hawks          | 13 | 69 | .159 | 46 |

| Conferencia Oeste |                         |    |    |      |    |
| División Noroeste |                         |    |    |      |    |
| #                 | Equipo                  | V  | D  | %V   | P  |
| 1                 | Seattle SuperSonics (3) | 52 | 30 | .634 | -  |
| 2                 | Denver Nuggets (7)      | 49 | 33 | .598 | 3  |
| 3                 | Minnesota Timberwolves  | 44 | 38 | .537 | 8  |
| 4                 | Portland Trail Blazers  | 27 | 55 | .329 | 25 |
| 5                 | Utah Jazz               | 26 | 56 | .317 | 26 |
| División Pacífico |                         |    |    |      |    |
| #                 | Equipo                  | V  | D  | %V   | P  |
| 1                 | Phoenix Suns (1)        | 62 | 20 | .756 | -  |
| 2                 | Sacramento Kings (6)    | 50 | 32 | .610 | 12 |
| 3                 | Los Angeles Clippers    | 37 | 45 | .451 | 25 |
| 4                 | Golden State Warriors   | 34 | 48 | .415 | 28 |
| 5                 | Los Angeles Lakers      | 34 | 48 | .415 | 28 |
| División Suroeste |                         |    |    |      |    |
| #                 | Equipo                  | V  | D  | %V   | P  |
| 1                 | San Antonio Spurs (2)   | 59 | 23 | .720 | -  |
| 2                 | Dallas Mavericks (4)    | 58 | 24 | .707 | 1  |
| 3                 | Houston Rockets (5)     | 51 | 31 | .622 | 8  |
| 4                 | Memphis Grizzlies (8)   | 45 | 37 | .549 | 14 |
| 5                 | New Orleans Hornets     | 18 | 64 | .220 | 41 |

* V: Victorias
* D: Derrotas
* %V: Porcentaje de victorias
* P: Partidos de diferencia respecto a la primera posición

## Playoffs
|  | Primera Ronda     | Primera Ronda | Primera Ronda |   |              | Semifinales de Conferencia | Semifinales de Conferencia | Semifinales de Conferencia |  |    | Final de Conferencia | Final de Conferencia | Final de Conferencia |  |    | Finales de la NBA | Finales de la NBA | Finales de la NBA |
|  |                   |               |               |   |              |                            |                            |                            |  |    |                      |                      |                      |  |    |                   |                   |                   |
|  | E1                | *Miami        | 4             |   |              |                            |                            |                            |  |    |                      |                      |                      |  |    |                   |                   |                   |
|  | E8                | New Jersey    | 0             |   |              |                            |                            |                            |  |    |                      |                      |                      |  |    |                   |                   |                   |
|  | E8                | New Jersey    | 0             |   | E1           | *Miami                     | 4                          |                            |  |    |                      |                      |                      |  |    |                   |                   |                   |
|  |                   |               |               |   | E1           | *Miami                     | 4                          |                            |  |    |                      |                      |                      |  |    |                   |                   |                   |
|  |                   | E5            | Washington    | 0 |              |                            |                            |                            |  |    |                      |                      |                      |  |    |                   |                   |                   |
|  | E4                | E5            | Washington    | 0 | Chicago      | 2                          |                            |                            |  |    |                      |                      |                      |  |    |                   |                   |                   |
|  | E4                |               |               |   | Chicago      | 2                          |                            |                            |  |    |                      |                      |                      |  |    |                   |                   |                   |
|  | E5                | Washington    | 4             |   |              |                            |                            |                            |  |    |                      |                      |                      |  |    |                   |                   |                   |
|  | E5                | Washington    | 4             |   |              |                            |                            |                            |  | E1 | *Miami               | 3                    |                      |  |    |                   |                   |                   |
|  | Conferencia Este  |               |               |   |              |                            |                            |                            |  | E1 | *Miami               | 3                    |                      |  |    |                   |                   |                   |
|  |                   | E2            | *Detroit      | 4 |              |                            |                            |                            |  |    |                      |                      |                      |  |    |                   |                   |                   |
|  | E3                | E2            | *Detroit      | 4 | *Boston      | 3                          |                            |                            |  |    |                      |                      |                      |  |    |                   |                   |                   |
|  | E3                |               |               |   | *Boston      | 3                          |                            |                            |  |    |                      |                      |                      |  |    |                   |                   |                   |
|  | E6                | Indiana       | 4             |   |              |                            |                            |                            |  |    |                      |                      |                      |  |    |                   |                   |                   |
|  | E6                | Indiana       | 4             |   | E6           | Indiana                    | 2                          |                            |  |    |                      |                      |                      |  |    |                   |                   |                   |
|  |                   |               |               |   | E6           | Indiana                    | 2                          |                            |  |    |                      |                      |                      |  |    |                   |                   |                   |
|  |                   | E2            | *Detroit      | 4 |              |                            |                            |                            |  |    |                      |                      |                      |  |    |                   |                   |                   |
|  | E2                | E2            | *Detroit      | 4 | *Detroit     | 4                          |                            |                            |  |    |                      |                      |                      |  |    |                   |                   |                   |
|  | E2                |               |               |   | *Detroit     | 4                          |                            |                            |  |    |                      |                      |                      |  |    |                   |                   |                   |
|  | E7                | Philadelphia  | 1             |   |              |                            |                            |                            |  |    |                      |                      |                      |  |    |                   |                   |                   |
|  | E7                | Philadelphia  | 1             |   |              |                            |                            |                            |  |    |                      |                      |                      |  | E2 | *Detroit          | 3                 |                   |
|  |                   |               |               |   |              |                            |                            |                            |  |    |                      |                      |                      |  | E2 | *Detroit          | 3                 |                   |
|  |                   | O2            | *San Antonio  | 4 |              |                            |                            |                            |  |    |                      |                      |                      |  |    |                   |                   |                   |
|  | O1                | O2            | *San Antonio  | 4 | *Phoenix     | 4                          |                            |                            |  |    |                      |                      |                      |  |    |                   |                   |                   |
|  | O1                |               |               |   | *Phoenix     | 4                          |                            |                            |  |    |                      |                      |                      |  |    |                   |                   |                   |
|  | O8                | Memphis       | 0             |   |              |                            |                            |                            |  |    |                      |                      |                      |  |    |                   |                   |                   |
|  | O8                | Memphis       | 0             |   | O1           | *Phoenix                   | 4                          |                            |  |    |                      |                      |                      |  |    |                   |                   |                   |
|  |                   |               |               |   | O1           | *Phoenix                   | 4                          |                            |  |    |                      |                      |                      |  |    |                   |                   |                   |
|  |                   | O4            | Dallas        | 2 |              |                            |                            |                            |  |    |                      |                      |                      |  |    |                   |                   |                   |
|  | O4                | O4            | Dallas        | 2 | Dallas       | 4                          |                            |                            |  |    |                      |                      |                      |  |    |                   |                   |                   |
|  | O4                |               |               |   | Dallas       | 4                          |                            |                            |  |    |                      |                      |                      |  |    |                   |                   |                   |
|  | O5                | Houston       | 3             |   |              |                            |                            |                            |  |    |                      |                      |                      |  |    |                   |                   |                   |
|  | O5                | Houston       | 3             |   |              |                            |                            |                            |  | O1 | *Phoenix             | 1                    |                      |  |    |                   |                   |                   |
|  | Conferencia Oeste |               |               |   |              |                            |                            |                            |  | O1 | *Phoenix             | 1                    |                      |  |    |                   |                   |                   |
|  |                   | O2            | *San Antonio  | 4 |              |                            |                            |                            |  |    |                      |                      |                      |  |    |                   |                   |                   |
|  | O3                | O2            | *San Antonio  | 4 | *Seattle     | 4                          |                            |                            |  |    |                      |                      |                      |  |    |                   |                   |                   |
|  | O3                |               |               |   | *Seattle     | 4                          |                            |                            |  |    |                      |                      |                      |  |    |                   |                   |                   |
|  | O6                | Sacramento    | 1             |   |              |                            |                            |                            |  |    |                      |                      |                      |  |    |                   |                   |                   |
|  | O6                | Sacramento    | 1             |   | O3           | *Seattle                   | 2                          |                            |  |    |                      |                      |                      |  |    |                   |                   |                   |
|  |                   |               |               |   | O3           | *Seattle                   | 2                          |                            |  |    |                      |                      |                      |  |    |                   |                   |                   |
|  |                   | O2            | *San Antonio  | 4 |              |                            |                            |                            |  |    |                      |                      |                      |  |    |                   |                   |                   |
|  | O2                | O2            | *San Antonio  | 4 | *San Antonio | 4                          |                            |                            |  |    |                      |                      |                      |  |    |                   |                   |                   |
|  | O2                |               |               |   | *San Antonio | 4                          |                            |                            |  |    |                      |                      |                      |  |    |                   |                   |                   |
|  | O7                | Denver        | 1             |   |              |                            |                            |                            |  |    |                      |                      |                      |  |    |                   |                   |                   |

* - Campeón de división

Negrita- Ganador de las series

## Estadísticas
| Categoría                    | Jugador          | Equipo                 | Estadísticas |
| ---------------------------- | ---------------- | ---------------------- | ------------ |
| Puntos por partido           | Allen Iverson    | Philadelphia 76ers     | 30.7         |
| Rebotes por partido          | Kevin Garnett    | Minnesota Timberwolves | 13.5         |
| Asistencias por partido      | Steve Nash       | Phoenix Suns           | 11.5         |
| Robos por partido            | Larry Hughes     | Washington Wizards     | 2.9          |
| Tapones por partido          | Andréi Kirilenko | Utah Jazz              | 3.3          |
| Porcentaje de tiros de campo | Shaquille O'Neal | Miami Heat             | 60.0%        |
| Porcentaje de tiros libres   | Reggie Miller    | Indiana Pacers         | 93.3%        |
| Porcentaje de triples        | Fred Hoiberg     | Minnesota Timberwolves | 48.3%        |

## Premios
- MVP de la Temporada
  -  Steve Nash (Phoenix Suns)
- Mejor Defensor
  -  Ben Wallace (Detroit Pistons)
- Rookie del Año
  -  Emeka Okafor (Charlotte Bobcats)
- Mejor Sexto Hombre
  -  Ben Gordon (Chicago Bulls)
- Jugador Más Mejorado
  -  Bobby Simmons (Los Angeles Clippers)
- Entrenador del Año
  -  Mike D'Antoni (Phoenix Suns)
- Primer Quinteto de la Temporada
  - F - Tim Duncan, San Antonio Spurs
  - F - Dirk Nowitzki, Dallas Mavericks
  - C - Shaquille O'Neal, Miami Heat
  - G - Allen Iverson, Philadelphia 76ers
  - G - Steve Nash, Phoenix Suns
- Segundo Quinteto de la Temporada
  - F - LeBron James, Cleveland Cavaliers
  - F - Kevin Garnett, Minnesota Timberwolves
  - C - Amare Stoudemire, Phoenix Suns
  - G - Dwyane Wade, Miami Heat
  - G - Ray Allen, Seattle Supersonics
- Tercer Quinteto de la Temporada
  - F - Tracy McGrady, Houston Rockets
  - F - Shawn Marion, Phoenix Suns
  - C - Ben Wallace, Detroit Pistons
  - G - Kobe Bryant, Los Angeles Lakers
  - G - Gilbert Arenas, Washington Wizards
- Primer Quinteto Defensivo
  - C - Ben Wallace, Detroit Pistons
  - F - Kevin Garnett, Minnesota Timberwolves
  - G - Bruce Bowen, San Antonio Spurs
  - F - Tim Duncan, San Antonio Spurs
  - G - Larry Hughes, Washington Wizards
- Segundo Quinteto Defensivo
  - F - Tayshaun Prince, Detroit Pistons
  - C - Marcus Camby, Denver Nuggets
  - G - Chauncey Billups, Detroit Pistons
  - F - Andréi Kirilenko, Utah Jazz
  - G - Jason Kidd, New Jersey Nets
  - G - Dwyane Wade, Miami Heat
- Primer Quinteto de Rookies
  - Emeka Okafor, Charlotte Bobcats
  - Dwight Howard, Orlando Magic
  - Ben Gordon, Chicago Bulls
  - Andre Iguodala, Philadelphia 76ers
  - Luol Deng, Chicago Bulls
- Segundo Quinteto de Rookies
  - Nenad Krstić, New Jersey Nets
  - Josh Smith, Atlanta Hawks
  - Josh Childress, Atlanta Hawks
  - Jameer Nelson, Orlando Magic
  - Al Jefferson, Boston Celtics